# Dušan Bajević
Dušan Bajević (en serbe en écriture cyrillique : Душан Бајевић), (né le 10 décembre 1948 à Mostar en Bosnie-Herzégovine), est un footballeur Yougoslave (appartenant à la communauté serbe de Bosnie), attaquant du FK Velež Mostar, de l'AEK Athènes et de l'équipe de Yougoslavie dans les années 1970. Il fait partie de la sélection yougoslave lors de la Coupe du monde 1974 en Allemagne.
Bajević marque vingt-neuf buts lors de ses trente-sept sélections avec l'équipe de Yougoslavie entre 1970 et 1977.

## Carrière de joueur
- 1967-1975 : FK Velež Mostar ( Yougoslavie)
- 1975-1981 : AEK Athènes ( Grèce)
- 1981-1983 : FK Velež Mostar ( Yougoslavie)

### Palmarès

#### En équipe nationale
- 37 sélections et 29 buts avec l'équipe de Yougoslavie entre 1970 et 1977[1].
- Participation à la coupe du monde 1974 (3 buts)

#### Avec l'AEK Athènes
- Vainqueur du Championnat de Grèce de football en 1978 et 1979.
- Vainqueur de la coupe de Grèce en 1978.

#### Distinctions personnelles
- Meilleur buteur du championnat de Yougoslavie en 1970.
- Meilleur buteur du championnat de Grèce en 1981.

## Carrière d'entraîneur
- 1983-1987 : FK Velež Mostar ( Yougoslavie)
- 1988-1996 : AEK Athènes ( Grèce)
- 1996-novembre 1999 : Olympiakos ( Grèce)
- Janvier 2000-2002 : PAOK Salonique ( Grèce)
- 2002-janvier 2004 : AEK Athènes ( Grèce)
- 2004-2005 : Olympiakos ( Grèce)
- 2006-mars 2007 : Étoile rouge de Belgrade ( Serbie)
- 2007-2008 : Aris FC ( Grèce)
- Novembre 2008-septembre 2010 : AEK Athènes ( Grèce)
- oct. 2010-avril 2011 : Omonia Nicosie ( Chypre)
- 2012-déc.2012 : Atromitos FC ( Grèce)

### Palmarès

#### Avec le Velež Mostar
- Vainqueur du Coupe de Yougoslavie de football en 1986.

#### Avec l'AEK Athènes
- Vainqueur du Championnat de Grèce de football en 1989, 1992, 1993 et 1994.
- Vainqueur de la Coupe de Grèce de football en 1996.
- Vainqueur de la Supercoupe de Grèce de football en 1989.
- Vainqueur de la Coupe de la Ligue de Grèce de football en 1990.

#### Avec l'Olympiakos Le Pirée
- Vainqueur du Championnat de Grèce de football en 1997, 1998, 1999, 2005 et 2006.
- Vainqueur de la Coupe de Grèce de football en 1999, 2005 et 2006.

#### Avec le PAOK Salonique
- Vainqueur de la Coupe de Grèce de football en 2001.